# Šanov, Znojmo
Šanov là một làng thuộc huyện Znojmo, vùng Jihomoravský, Cộng hòa Séc.